# Atopodentatus
Atopodentatus es un género extinto de reptil marino, posiblemente un sauropterigio basal, que vivió durante el inicio del Triásico Medio (subetapa del Pelsoniano, etapa del Anisiense) en la región de Luoping en la provincia de Yunnan, en el suroeste de China. Solo se conoce una especie, Atopodentatus unicus. Se cree que vivió entre hace 247 a 242 millones de años.
Un esqueleto casi completo junto con un fósil del lado izquierdo del cráneo fueron descubiertos en el pueblo de Daaozi, en China. El nombre científico se deriva de la morfología única de las mandíbulas y su dentadura.

## Etimología
El nombre del género de este reptil, Atopodentatus se deriva del término del griego antiguo atopos, que significa "extraño, extravagante, absurdo, inclasificable, perturbador" combinado con el latín dentatus, "dentado", refiriéndose a la inusual disposición y forma de los dientes. El nombre de la especie, "unicus", refuerza lo peculiar de la morfología del animal.

## Morfología
Atopodentatus medía cerca de 3 metros de largo. Los estratos geológicos en los cuales se halló el fósil, su cuerpo alargado, el cuello reducido, las robustas extremidades y caderas de Atopodentatus en conjunto sugieren que este reptil era probablemente de hábitos semiacuáticos.
La característica más extraña de Atopodentatus es su mandíbula superior, la cual posee dientes que corren a lo largo del borde de la mandíbula y luego quedan en una disposición vertical gracias a una abertura situada en medio de la mandíbula. Esto causa la apariencia de una "sonrisa de pequeños dientes en cremallera" en la mandíbula superior. Esta además se curvaba hacia abajo. Los dientes en forma de aguja de Atopodentatus están cubiertos de esmalte y no están fijos en alvéolos sino que se encuentran fusionados a los bordes óseos de la mandíbula. Tenía 35 pequeños dientes en el frente de la mandíbula superior de los cuales 35 se situaban en el tramo vertical de la "cremallera" mientras que cerca de cien dientes se alineaban en la zona posterior horizontal de la línea mandibular. La mandíbula inferior tiene forma de pala y se curvaba hacia abajo, con cerca de 190 pequeños dientes a lo largo de la línea mandibular. Sin embargo, dos cráneos fosilizados descubiertos en 2016 indican que el cráneo holotipo estaba muy dañado, y que el animal vivo tendría en realidad una cabeza con apariencia similar a la de un martillo, con mandíbulas amplias que recuerdan a una pala.

## Ecología
La curiosa dentición de Atopodentatus sugiere que no era un depredador, sino que probablemente se alimentaba por medio de filtración, consumiendo pequeños invertebrados en el fondo marino. La forma de las mandíbulas recordaría a la de los actuales flamencos. Los autores sugieren que la morfología hacía que Atopodentatus fuera "capaz de caminar en tierra, o en planicies de mareas e islas de arena en la zona intermareal". Sin embargo, los hallazgos de 2016 revelaron que Atopodentatus en realidad sería un consumidor de algas del suelo marino,  lo cual lo convierte en el segundo reptil marino herbívoro conocido, aparte del esfenodonte Ankylosphenodon.